# Rino
Rino je moško osebno ime.

## Izvor imena
Ime Rino je različica moškega osebnega imena Marin.

## Pogostost imena
Po podatkih Statističnega urada Republike Slovenije je bilo na dan 31. decembra 2007 v Sloveniji število moških oseb z imenom Rino: 29.

## Osebni praznik
Osebe z imenom Rino lahko godujejo takrat kot osene z imenom Marim.